# Anna Dillon (Hofdame)

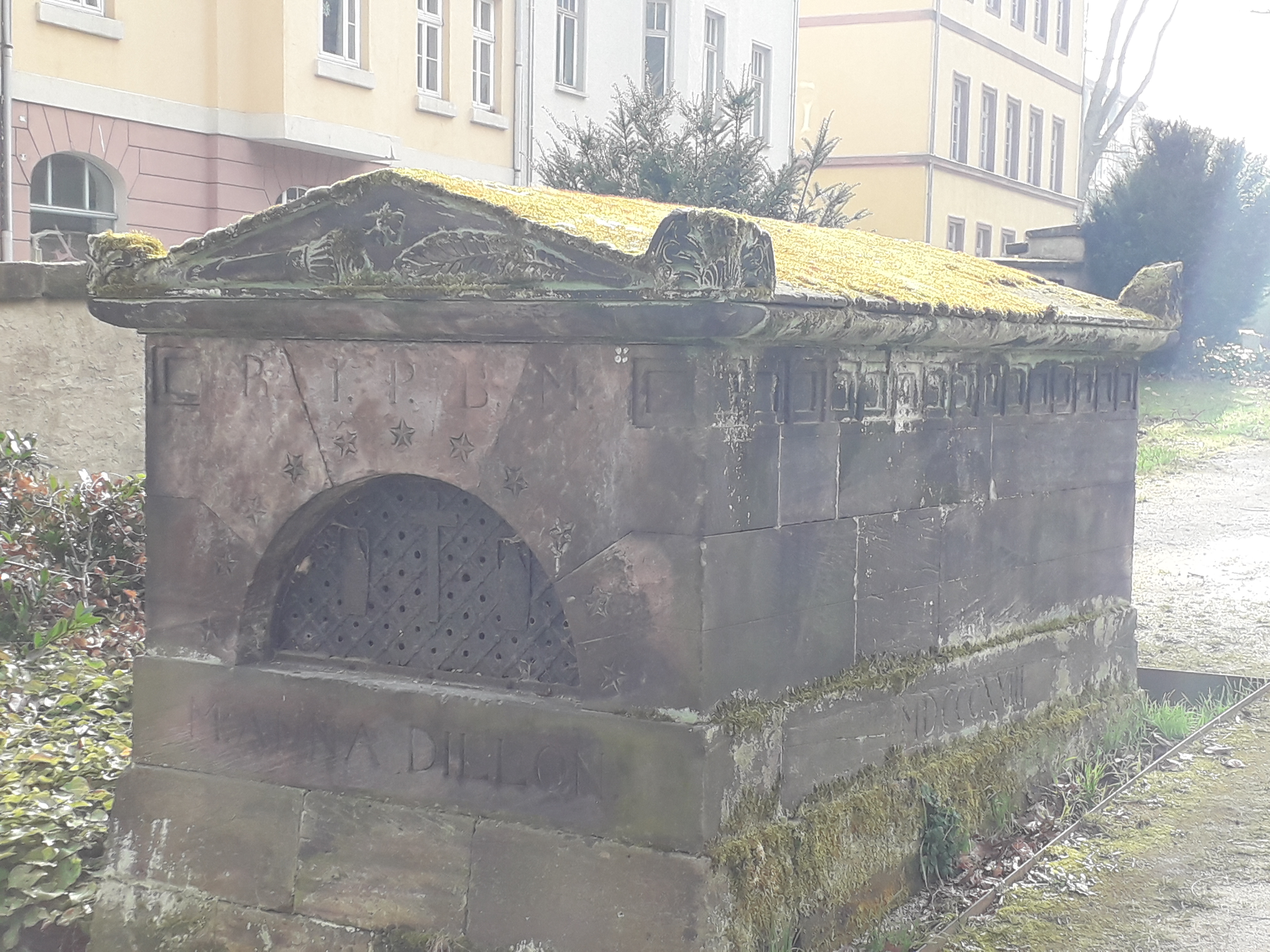
Grabmal von Anna Dillon

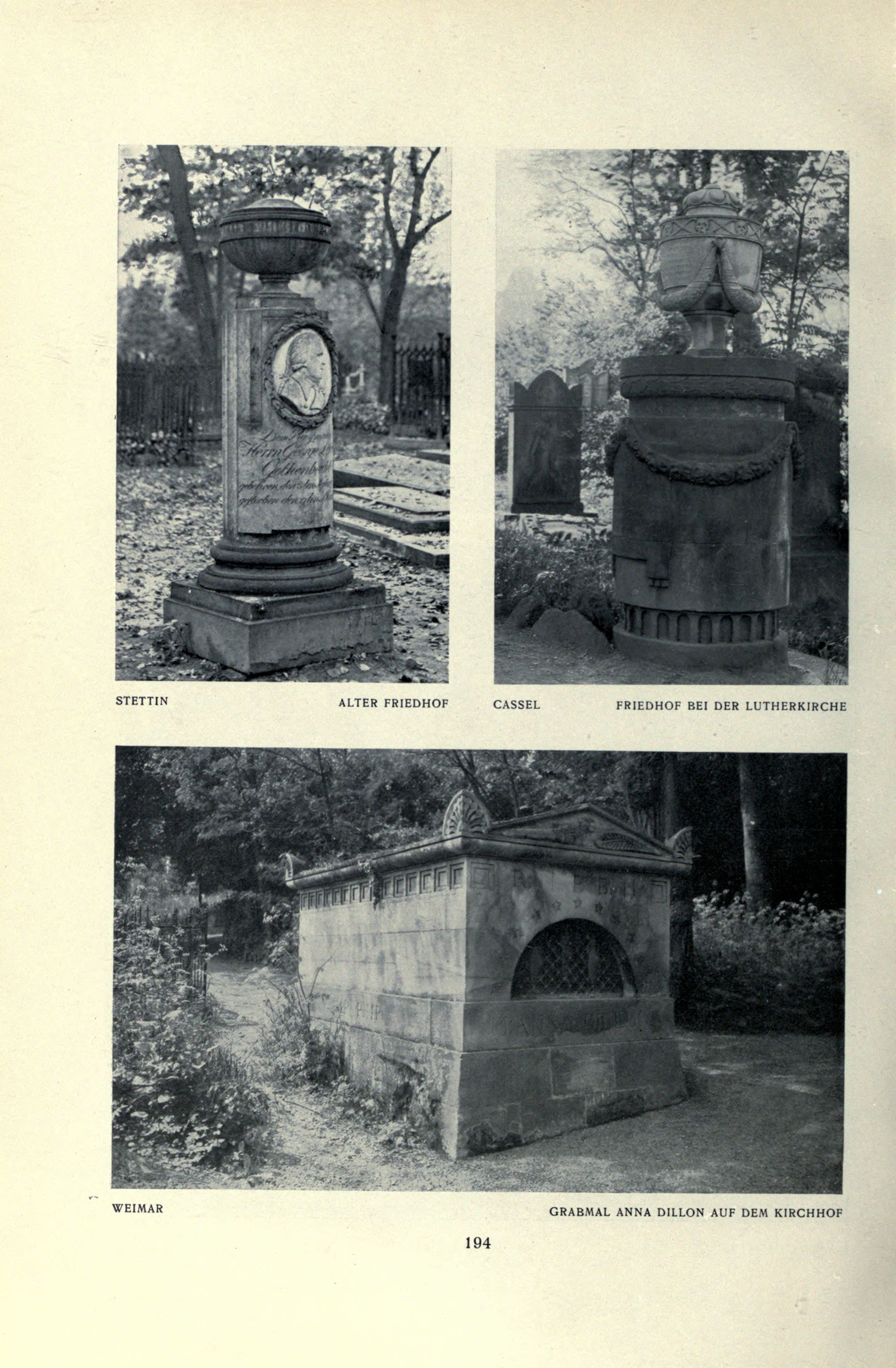
Unten Sarkophag von Anna Dillon auf dem Historischen Friedhof Weimar

Anna Dillon (* 1759 in Dublin; † 1. März 1823 in Weimar) war in Weimar Hofdame und Vertraute der Großherzogin Maria Pawlowna.
Maria Pawlowna ließ von Oberbaudirektor Clemens Wenzeslaus Coudray für ihre Vertraute Anna Dillon ein Grabmal nach dem Vorbild eines antiken römischen Sarkophages entwerfen, welches sich auf dem Historischen Friedhof östlich der Weimarer Fürstengruft befindet. Bereits 1824 hatte Coudray Entwürfe eingereicht. Da dieses erstens relativ aufwendig gestaltet ist und zweitens die Großherzogin selbst den Auftrag hierfür gegeben hatte, darf das als eine besondere Gunstbezeugung der Letzteren gelten. Außer dem Namen von Anna Dillon und dem Todesjahr „(MDCCCXXIII)“ ist auch das Monogramm „MP“ für Maria Pawlowna zu sehen. Auf dem Gitter ist dargestellt ein Kreuz zwischen zwei Amphoren. Details aus Anna Dillons Leben sind praktisch sonst beinahe unbekannt, außer dass sie mit Maria Pawlowna von St. Petersburg nach Weimar kam. Bevor Anna Dillon auf den Historischen Friedhof überführt wurde, wurde sie zunächst im Kassengewölbe auf dem Jacobsfriedhof Weimar bestattet. In der darin aufgeführten Tafel der bestatteten Personen ist ihr Name auch aufgeführt.
Dass der Sarkophag anders ausgerichtet ist als in Ost-West-Richtung wie üblich hatte zu vielerlei Spekulationen geführt, die letztlich allesamt haltlos waren. So hielt sich hartnäckig die Mär, dass dies eine Strafe für einen Diebstahl gewesen sei, für den ein anderer bestraft worden sei, der aber erst nach dem Tod der Kammerfrau aufgedeckt worden sein soll.
Im Briefwechsel Goethes mit seiner Frau Christiane von Goethe ist Madame Dillon oder Miß Dillon für das Jahr 1810 zweimal, einmal für das Jahr 1814 erwähnt. Der Verkehr zwischen den Goethes und Anna Dillon war den Schriftzeugnissen nach eher formal als innig.